# Список плазунів Казахстану
У цьому списку наведено всі види плазунів, які трапляються на території Казахстану, а також ті, дані про яких сумнівні, та ті, які потенційно можуть бути новими видами для цієї країни. Основою списку стали дві статті від казахської герпетологині Тетяни Дуйсебаєвої (Інститут зоології Республіки Казахстан): список усіх локальних плазунів, виданий 2010 року, та оновлення щодо ящірок з 2018 року. Деякі плазуни, однак, не перелічені нижче через нові дані щодо таксономії (наприклад, Eryx tataricus, удавчик східний, відповідно до сучасних поглядів, є лише синонімом до Eryx miliaris). Термінологія та таксономія, де це можливо, наведена відповідно до списку плазунів Європи від Європейської герпетологічної спілки (лат. Societas Europaea Herpetologica), або просто SEH, в інших випадках використовуються інші джерела (База даних рептилій (англ. Reptiles Database), сайт Міжнародного союзу охорони природи, оглядові статті).
Загалом герпетофауна Казахстану складає щонайменше 50 видів (17 видів змій, 31 вид ящірок, 2 види черепах), 28 родів, 13 родин та 2 ряди плазунів. Однак їхня кількість може різнитися через різні погляди дослідників на таксономію. Так, вище вже була описана ситуація з Eryx tataricus. Складною є ситуація з Vipera altaica — видом гадюки, описаним 2010 року. Великий аналіз морфології та генетики євразійських гадюк з 2020 року виявив, що видовий статус V. altaica є неоднозначний і найкраще її розглядати в рамці видового комплексу Vipera renardi, тому в цьому списку вона не наведена як окремий вид. Надскладною є ситуація з видовим комплексом Phrynocephalus guttatus: Reptile Dabase, наприклад, подає Phrynocephalus alpherakii та Phrynocephalus kuschakewitschi як підвиди Ph. guttatus. Втім, одразу низка молекулярних та морфологічних досліджень з 20-х років XXI століття надають цим ящірками видового статусу, у статусі видів вони наявні у списку Дуйсебаєвої та в цьому списку. У списку з 2010 року наявний Cyrtopodion fedtschenkoi (гекон туркестанський); опісля опублікованої праці Бауера та колег у 2013 році цей гекон почав розглядатися як представник роду Tenuidactylus, а праця Назарова та Пояркова того року виокремила більш гірську популяцію цих геконів з Узбекистану та південного Таджикистану до нового виду Tenuidactylus bogdanovi. В оновленому списку з 2018 року Дуйсебаєва вказує, що саме цей новий вид трапляється у Казахстані. 2010 року вона у переліку локальної герпетофауни наводить Eremias multiocellata, однак колектив вчених після генетичних досліджень 2017 року встановив, що ця ящурка в Казахстані не трапляється, натомість тут мешкає досі невідомий вид Eremias dzungarica. Насамкінець, Дуйсенбаєва використовує у своєму списку назву Asymblepharus для роду сцинків, однак аналіз проведений Мірзою та колегами в 2022 році показує, що правильніше використовувати назву Ablepharus (щодо якої Asymblepharus молодший синонім).
Поширеність різних плазунів відмінна: так Natrix natrix, Vipera renardi чи Gloydius halys мають доволі широкий ареал проживання, у той час як Coronella austriaca чи Dolichophis caspius мешкають на невеличких територіях, та й ще на додачу є вкрай маловивченими казахськими біологами.

## Список

### Легенда
| VU | Vulnerable      | Уразливі види                                    |
| NT | Near Threatened | Види, близькі до загрозливого стану              |
| LC | Least Concern   | Найменший ризик                                  |
| NA | Not Applicable  | Види, які регіонально не оцінюються (тільки ЄЧС) |

Для плазунів наведений їхній статус у ЄЧС (виділений жирним шрифтом — VU, EN, LC), якщо такий існує. Якщо європейський статус відсутній, то наведено глобальний (звичайним шрифтом — VU, LC, NT). Якщо і такий статус відсутній, то в клітинці стоїть прочерк («-»).
Під українською вернакулярною назвою рептилій наведена локальна вернакулярна назва (у випадку Казахстану — казахською), якщо така існує.

### Підтверджені плазуни
| Українська назва                                                   | Біноміальна назва                                                                                 | Родина        | Ряд        | Статус ЄЧС/МСОП | Ареал проживання | Зображення | Виноски                 |
| ------------------------------------------------------------------ | ------------------------------------------------------------------------------------------------- | ------------- | ---------- | --------------- | --- | ---------- | ----------------------- |
| каз. алфераки жұмырбас кесірткесі                                  | Phrynocephalus alpherakii Bedriaga In Nikolsky, 1905                                              | Agamidae      | Squamata   | —               | Ящурка трапляється суто в долині Ілі у південно-східній частині країни, а саме в районі східної частини Капчагайського водосховища, хребтів Узинкара, Ілійський Алатау та Жетисуйський. Натрапити на неї можна в засохлих річищах, щебеневих чи піщаних пустелях з бідною трав'яною та чагарниковою флорою (їжачник, джузгун, полин), глинястих рівнинах.                                                        |            | [ 10 ] [ 11 ]           |
| Круглоголовка-крутихвістка каз. бұлаңкұйрык жұмырбас кесіртке      | Phrynocephalus guttatus (Gmelin, 1789)                                                            | Agamidae      | Squamata   | LC              | Основна частка загального ареалу поширення у світі знаходиться у Казахстані — від північно-західного узбережжя Каспійського моря до західних кордонів Китаю, здебільшого у південній частині країни. Пустельний вид, надає перевагу напівзакріпленим піскам. |            | [ 10 ] [ 12 ] [ 13 ]    |
| Круглоголовка такирна каз. тақыр жұмырбас кесіртке                 | Phrynocephalus helioscopus (Pallas, 1771)                                                         | Agamidae      | Squamata   | LC              | Трапляється на півдні країни: ареал простягається від південних кордонів країни до умовної лінії на півночі, що з'єднує Уральськ та Зайсанську улоговину. Надає перевагу такирам, галечникам, солончакам, меншою мірою тугаям. |            | [ 14 ] [ 15 ] [ 16 ]    |
| Круглоголовка піщана каз. кұм жұмырбас кесіртке                    | Phrynocephalus interscapularis Lichtenstein, 1856                                                 | Agamidae      | Squamata   | LC              | Пустельний вид, населяє південь країни: Кизилкум і прикаспійську та приаральську частини Каракумів. Мешкає серед незакріплених чи частково закріплених рослинами пісків. |            | [ 17 ] [ 18 ] [ 19 ]    |
| каз. Кушакевич жұмырбас кесірткесі                                 | Phrynocephalus kuschakewitschi Bedriaga In Nikolsky, 1905                                         | Agamidae      | Squamata   | —               | Ареал не до кінця вивчений (особливо зважаючи на таксономічні дебати щодо видового статусу ящурки), але на запропонованих картах він охоплює північні береги Алаколю, повністю оточує Сасикколь та Кошкарколь і прямує на схід, де займає невелику частину Тачен (Китай). |            | [ 4 ] [ 11 ]            |
| каз. зайсан жұмырбас кесіртке                                      | Phrynocephalus melanurus Eichwald, 1831                                                           | Agamidae      | Squamata   | LC              | Мешкає в Зайсанській улоговині, можливо ще в Алокольській улоговині. Свою активність веде між барханими. Полюбляє місцини, де пісок перемішується з галькою чи щебенем, але не оминає засолені ґрунти чи такири. |            | [ 20 ] [ 18 ]           |
| Круглоголовка вухата каз. бат-бат кесіртке                         | Phrynocephalus mystaceus (Pallas, 1776)                                                           | Agamidae      | Squamata   | LC              | Проживає у піщаних пустелях південного Казахстану на території, яка простягається від Каспійського моря до Алаколю. |            | [ 21 ] [ 22 ] [ 23 ]    |
| Агама степова каз. дала ешкемері                                   | Trapelus (agilis) sanguionolentus (Pallas, 1814)                                                  | Agamidae      | Squamata   | LC              | Мешкає у різноманітних пустелях південного Казахстану: від східного Каспійського регіону до Алаколю. |            | [ 26 ] [ 27 ]           |
| Жовтопуз безногий каз. сарыбауыр жылан                             | Pseudopus apodus (Pallas, 1775)                                                                   | Anguidae      | Squamata   | LC              | У Казахстані на ящірку можна натрапити лише у гірських районах Південноеказахстанської та Жамбильскої областей. Полюбляє схили гір з бідною чагарниково рослинністю, при вищих температурах заповзає до тугайних лісів. |            | [ 28 ] [ 29 ]           |
| Удавчик піщаний каз. құм айдаһаршасы                               | Eryx miliaris (Pallas, 1773)                                                                      | Boidae        | Squamata   | LC              | Трапляється у західній частині Казахстану: північний та східний Прикаспій, Устюрт, території на північ від Аральського моря. Здебільшого обирає пустельні місцини з бідною чагарниковою рослинністю з пухкими ґрунтами чи пісками. |            | [ 30 ] [ 31 ]           |
| Мідянка звичайна каз. кəдімгі сары жылан                           | Coronella ausriaca Laurenti, 1768                                                                 | Colubridae    | Squamata   | LC              | Рідкісна, маловивчена для Казахстану змія, більшість знахідок якої відбулися у 1871—1956 роках в Актюбінській області, але наявні і сучасніші знахідки (наприклад, самиці у 2017 році). Потенційними оселищами є ліси, насамперед узлісся та лісові галявини, також береги річок. |            | [ 32 ] [ 33 ] [ 34 ]    |
| Полоз жовточеревий каз. сарыбауыр қарашұбар жыланы                 | Dolichophis caspius (Gmelin, 1789)                                                                | Colubridae    | Squamata   | LC              | Дуже маловивчена для Казахстану змія, чий сучасний підтверджений ареал простягається на півночі від села Хан-Ордаси Бокейординського району до поселення Курмангази Курмангазинського району. Мешканка локальних степів. |            | [ 35 ] [ 36 ]           |
| Полоз візерунковий каз. өрнекті қарашұбар жылан                    | Elaphe dione (Pallas, 1773)                                                                       | Colubridae    | Squamata   | LC              | Заселяє усю країну окрім північних районів Костанайської, Павлодарської та Акмолінської областей. Для змії характерне розмаїття біотопів: степи, солончаки, рідколісся, долини річок та тугаї, альпійські та субальпійські луки, кам'янисті та глинясті напівпустелі. |            | [ 37 ] [ 38 ]           |
| Полоз сарматський каз. Паллас қарашұбар жыланы                     | Elaphe sauromates (Pallas, 1811)                                                                  | Colubridae    | Squamata   | LC              | У Казахстані трапляється на південному заході від узбережжя Каспійського моря до Аральського моря, заселяє пустельні, напівпустелі та степові місцини — надає перевагу закріпленим саксаулами піскам, засохлим руслам річок, солончакам, глинястим рівнинам з бідною фауною. |            | [ 39 ] [ 40 ]           |
| Полоз свинцевий каз. қызыл жолақты қарашұбар жылан                 | Hemorrhois nummifer (Reuss, 1834)                                                                 | Colubridae    | Squamata   | LC              | На сході країни в долині Ілі у заповіднику Аксу-Джабагли. Трапляється серед чагарників та гущавин на березі річок, на камінні та скелях з чагарниковою рослинністю, серед осипів, у балках та ущелинах із посушливими погодними умовами та відповідною ксерофільною флорою. |            | [ 41 ] [ 42 ]           |
| Полоз різноколірний каз. түрлітүсті қарашұбар жылан                | Hemorrhois ravergieri (Ménétries, 1832)                                                           | Colubridae    | Squamata   | NA              | Мешкає на півдні країни й населяє подібні до H. nummifer оселища, але на відміну від нього є більш гірським видом: кам'яні схили та скелі, багаті на чагарники, береги річок, ущелини та балки. |            | [ 43 ] [ 44 ]           |
| Полоз смугастий каз. жолақты қарашұбар жылан                       | Orientocoluber spinalis (Peters, 1866)                                                            | Colubridae    | Squamata   | LC              | Рідкісна змія з обмеженим ареалом в Казахстані: трапляється в передгір'ї Південного Алтаю та Тарбагатаю. Типовими місцинами для проживання змії вибирають скелі, осипи, кам'янисті та зарослі глинясті схили, кам'янисті пустелі, для яких характерна трав'яна та чагарникова рослинність. Не гидує заплавними лісами.                                                                                           |            | [ 45 ] [ 46 ]           |
| Полоз поперечносмугастий каз. көлденең жолақты қарашұбар жылан     | Platyceps karelini (Brandt, 1838)                                                                 | Colubridae    | Squamata   | LC              | Трапляється у різного типу пустелях (піщаних, кам'янистих, глинястих) на півдні країни (Устюрт, Північне Приаралля, Кизилкум), серед трав'янистої та чагарникової флори, представленої солонцем, полином, астрагалами, верблюжою колючкою. |            | [ 47 ] [ 48 ]           |
| Полоз червоносмугий каз. қызыл жолақты қарашұбар жылан             | Platyceps rhodorachis (Jan, 1865)                                                                 | Colubridae    | Squamata   | LC              | Рідкісний та маловивчений вид для країни. Достовірно траплявся в Талаському Ала-Тоо, Каратау та Боролдайтау, у північному Приараллі. Серед оселищ полюбляє скелі та осипи в горах з бідною рослинністю, також не уникає заплавних лісів. |            | [ 49 ]                  |
| Полоз плямистий каз. теңбіл қарашұбар жылан                        | Spalerosophis diadema (Schlegel, 1837)                                                            | Colubridae    | Squamata   | LC              | Доволі рідкісна для Казахстану змія (станом на 2015 рік усього 7 підтверджених знахідок), усі з півдня Устюрту та Кизилкуму. Типовий пустельний вид, на якого можна натрапити як серед пісків, так і в глинястих пустелях. |            | [ 50 ] [ 51 ]           |
| Гекончик пискливий каз. шиқылдақ жармасқы                          | Alsophylax pipiens (Pallas, 1827)                                                                 | Gekkonidae    | Squamata   | NA              | Трапляється на півдні та сході у глинястих чи глинясто-кам'янистих пустелях: на такирах та в засохлих річкових руслах, серед пустельних чагарників чи тріщин в скелях, на схилах сопок. |            | [ 52 ] [ 53 ]           |
| Гребенепалий гекон Еверсмана каз. Эверсманн тарақсаусақ жармысқысы | Crossobamon eversmanni (Wiegmann, 1834)                                                           | Gekkonidae    | Squamata   | LC              | Мешканець піщаних пустель, ареал в Казахстані сягає Мангишлаку, регіону Аральського моря та Муюн-Куму поблизу річки Чу. |            | [ 54 ] [ 55 ]           |
| Гекон сірий каз. сұр жармысқы                                      | Mediodactylus russowii (Strauch, 1887)                                                            | Gekkonidae    | Squamata   | LC              | Трапляється на півдні країни: ареал простягається від долини Емби до Алакольської улоговини. Живе як на відкритих просторах у піщаних, галечникових та такирних пустель, так серед локальних турангових чи саксаульних лісових масивів. |            | [ 56 ] [ 57 ]           |
| Гекон середньоазіатський каз. жылтырауық жармысқы                  | Teratoscincus scincus (Schlegel, 1858)                                                            | Gekkonidae    | Squamata   | LC              | Мешканець південної частини країни: північна межа ареалу проходить по 44° північної широти від Каспійського моря до Алакольської улоговини. Мешкає у піщаних пустелях без або з мінімальною рослинністю. |            | [ 58 ] [ 59 ]           |
| Гекон каспійський каз. каспий шисаусақ жармысқысы                  | Tenuidactylus caspius (Eichwald, 1831)                                                            | Gekkonidae    | Squamata   | NA              | Населяє південно-західні регіони від північно-східного узбережжя Каспійського моря до західних берегів Аральського моря. Полюбляє скелі та тріщини в них, осипи, нори гризунів, кам'яні будови |            | [ 60 ] [ 61 ]           |
| Гекон Богданова                                                    | Tenuidactylus bogdanovi Nazarov et Poyarkov, 2013                                                 | Gekkonidae    | Squamata   | —               | Маловивчений для країни гекон. Існують задокументовані достовірні знахідки неподалік узбекистано-казахського кордону: поблизу Шардари, завдяки чому у 2010 Дуйсебаєва занесла його до списку плазунів Казахстану, у 2019 році дві особи описані поблизу Шимкенту. |            | [ 62 ] [ 63 ]           |
| Ящурка піщана каз. түрлітүсті кесірт                               | Eremias arguta (Pallas, 1773)                                                                     | Lacertidae    | Squamata   | NT              | Казахський ареал проживання простягається від долини Уралу на заході до долини Іртишу на сході, водночас ящурка практично відсутня у Костанайській та Північноказахстанській областях. Ксерофільний вид, на якого можна натрапити в пустелях чи напівпустелях, причому надає перевагу глинистим місцинам, меншою мірою незакріпленим піскам.                                                                     |            | [ 64 ] [ 65 ]           |
|                                                                    | Eremias dzungarica Orlova, Poyarkov, Chirikova, Nazarov, Munkhbaatar, Munkhbayar et Terbish, 2017 | Lacertidae    | Squamata   | —               | Раніше цю ящурку описували як підвид ящурки окатої — Eremias multiocellata yarkandensis, однак дослідження 2017 року вказали на достатню генетичну та морфологічну відмінність, завдяки якій цю популяцію можна виокремити в окремий вид. Трапляється на глинястих схилах з трав'янистою та чагарниковою рослинністю та у піщаних місцинах на сході Казахстану в Зайсанській улоговині.                          |            | [ 66 ] [ 67 ] [ 68 ]    |
| Ящурка сітчаста каз. торлы кесірт                                  | Eremias grammica (Lichtenstein, 1823)                                                             | Lacertidae    | Squamata   | LC              | Північні межі ареалу ящурки проходять саме в Казахстані приблизно по 49° північної широти (від Устюрта до Алоколю). Типовий пустельний вид, на якого можна натрапити серед незакріплених пісків чи на схилах барханів з бідною рослинністю. Значно рідше проживає серед закріплених пісків, серед їхньої відносно густішої рослинності.                                                                          |            | [ 69 ] [ 70 ]           |
| Ящурка середня каз. орташа кесірт                                  | Eremias intermedia (Strauch, 1876)                                                                | Lacertidae    | Squamata   | LC              | Приблизно по 47° північної широти, від узбережжя Каспійського моря уздовж Бетпак-Дали до Балхашу, а потім і до Алоколю. Надає перевагу пустелям зі щільною поверхнею: кам'янистим, багатим на щебінь, глинистим, такирам, зі закріпленими пісками. |            | [ 71 ] [ 72 ]           |
| Ящурка лінійчаста каз. ұзынжолақты кесірт                          | Eremias lineolata (Nikolsky, 1896)                                                                | Lacertidae    | Squamata   | LC              | Ареал проживання займає південь Актюбінської області, цілу Кизилординську, Жамбильську, Алматинську та Туркестанську області. Мешканка піщаних пустель, інколи зустрічається у глинистих чи кам'яних пустелях. |            | [ 73 ] [ 72 ]           |
| Ящурка смугаста каз. жолақты кесірт                                | Eremias scripta (Strauch, 1867)                                                                   | Lacertidae    | Squamata   | LC              | У Казахстані проходить північна межа ареалу проживання цієї ящурки: вона простягається від Тупкарагану та долини Емби на заході до озера Балхаш на сході, попутно захоплюючи піщані території на північ від Аральського моря. Мешкає суто в піщаних пустелях. |            | [ 74 ] [ 75 ]           |
| каз. тянь-шань кесірті                                             | Eremias stummeri Wettstein, 1940                                                                  | Lacertidae    | Squamata   | LC              | Основний ареал в Киргизстані, у Казахстані трапляється у передгір'ї центрального Тянь-Шаню у долині річок Текес, Кеген, Наринкол та Малий Какпак. Трапляється у типчаково-ковилових степах, на гірських схилах з ксерофільною рослинністю, у піщаних місцинах. |            | [ 76 ] [ 77 ]           |
| Ящурка швидка каз. жұргіш кесірт                                   | Eremias velox (Pallas, 1771)                                                                      | Lacertidae    | Squamata   | LC              | Поширена у піщаних та глинистих пустелях на півдні країни, також на неї можна натрапити серед кам'яних руїн, на узбіччях доріг, серед сільськогосподарських угідь. |            | [ 78 ] [ 79 ]           |
| Ящурка центральноазійська каз. шұбар кесірт                        | Eremias vermiculata Blanford, 1875                                                                | Lacertidae    | Squamata   | LC              | Основна популяція проживає у Китаї, у Казахстані наявні лише невеличкі ізольовані популяції у пісках Айгиркум (складова Зайсанської улоговини). Надає перевагу піщаним місцевостям з чагарниковою рослинністю, яку представляють ставчаки та джузгуни. |            | [ 80 ] [ 81 ]           |
| Ящірка прудка каз. секіргіш кесірткe                               | Lacerta agilis Linnaeus, 1758                                                                     | Lacertidae    | Squamata   | LC              | Доволі евритопний вид, який однак оминає пустельні райони, а тому не трапляється на півдні країни. Єдиним винятком є південне Прибалхашшя, де ящірка зі схилів Джунгарського Алатау та долин річок може забігати в пустелі. На неї можна натрапити як у лісовій місцевості, включно з колоками у лісостепі, так і серед степової чагарникової (ковилової) рослинності, включно зі степовими схилами низькогір'я. |            | [ 82 ] [ 83 ]           |
| Ящірка живородна каз. жасыл кесіртке                               | Zootoca vivipara (Lichtenstein, 1823)                                                             | Lacertidae    | Squamata   | LC              | Ящірка надає перевагу лісистішим та прохолоднішим регіонам північної частини країни (Західноказахстаньска, Акмолинська, Павлодарська, Східноказахстанська області). Оселищами для неї служать узлісся, місця колишньої та вже зарослої вирубки, заплави зі своєю чагарниковою рослинністю, гірські луки та субальпійське рідколісся.                                                                             |            | [ 84 ] [ 85 ]           |
| Стріла-змія каз. оқжылан                                           | Psammophis lineolatus (Brandt, 1838)                                                              | Lamprophiidae | Squamata   | LC              | Мешкає на півдні країни (на півночі межа проходить по південних частинах Актюбинської, Карагандинської та Східноказахстанської областей, на півдні збігається з кордонами країни) у піщаних, глинистих, кам'янистих пустелях. |            | [ 86 ] [ 87 ]           |
| Вуж звичайний каз. кəдімгі сарыбас жылан                           | Natrix natrix (Linnaeus, 1758)                                                                    | Natricidae    | Squamata   | LC              | Поширений практично по всій країні, за винятком деяких найпосушливіших південних регіонів. На змію переважно можна натрапити на берегах річок, озер, ставків, поблизу іригаційних каналів та інших штучних водойм. |            | [ 88 ] [ 89 ]           |
| Вуж водяний каз. су жыланы                                         | Natrix tesselata (Laurenti, 1768)                                                                 | Natricidae    | Squamata   | LC              | Заселяє західну та південну частини країни, не трапляється у Північноказахстанській, Акмолинській, Павлодарській та Костанайській областях. Полюбляє спокійні прісні та солоні водойми, активний як у воді, так і на березі. |            | [ 90 ] [ 91 ]           |
| Коротконіжка пустельна каз. шөл жалаңқөзі                          | Ablepharus deserti Strauch, 1876                                                                  | Scincidae     | Squamata   | LC              | Проживає на півдні країни у пустелях, у тому числі у пустельних ділянках у підніжжя гір, у самих горах на неї можна натрапити на висоті до 2 км. Полюбляє бідні на рослинність схили гір, де ховається серед чагарників, береги гірських річок чи ариків, не оминає сільськогосподарські поля та сади. |            | [ 92 ] [ 93 ]           |
| каз. Еремченко жалаңкөзі                                           | Ablepharus eremchenkoi (Panfilov, 1999)                                                           | Scincidae     | Squamata   | —               | Подібна за виглядом та життєдіяльністю до A. alaicus, деякими вченими вважається її підвидом, однак останні молекулярні дані підтримують надання їй видового статусу. Зустрічається у межах Таласького Ала-Тоо. |            | [ 95 ] [ 96 ] [ 97 ]    |
| Коротконіжка алайська каз. алай жалаңкөзі                          | Ablepharus alaicus (Elpatjevsky, 1901)                                                            | Scincidae     | Squamata   | LC              | Заселяє схили хребтів Тянь-Шаню на півдні Жамбильської та Алматинської областей. На сцинка можна натрапити на висотах до 3 км, де він надає перевагу місцинам з альпійською чи субальпійською рослинністю, але особливо полюбляє оголені скелі чи осипи: тріщини у скелях чи щілини між камінням служать прихистком.                                                                                             |            | [ 95 ] [ 99 ]           |
| Сцинк довгоногий                                                   | Eumeces schneiderii (Daudin, 1802)                                                                | Scincidae     | Squamata   | LC              | Перші знахідки в Казахстані описані у 2017 році неподалік хребта Бельтау (що на 110 км північніше за тоді відому північну межу проживання сцинка), у 2019 році описані нові знахідки за 20 км на південний схід від попереднього місця опису. |            | [ 100 ] [ 101 ] [ 102 ] |
| Варан сірий каз. сұр кесел                                         | Varanus griseus (Daudin, 1803)                                                                    | Varanidae     | Squamata   | LC              | Найбільша ящірка Казахстану, яка заселяє південно-східну частину Кизилкуму в районі Аральського моря. Мешкає як і у піщаних пустелях, так і глинистих, у долині Сирдар'ї, інколи заповзає на сільськогосподарські угіддя. |            | [ 103 ] [ 104 ]         |
| Щитомордник звичайний каз. кəдімгі бозша жылан                     | Gloydius halys (Pallas, 1776)                                                                     | Viperidae     | Squamata   | NA              | Окрім Павлодарської, Північноказахстанської, Акмолинської, Західноказахстанської областей, змія поширена у всіх інших кутках країни. Евритопний вид: мешкає як у степах, піщаних чи глинистих пустелях, так і в горах на альпійських луках чи скелях, так і в заплавах, лісах, зарослих ярах. |            | [ 105 ] [ 106 ]         |
| Гадюка звичайна каз. кəдімгі сұржылан                              | Vipera berus (Linnaeus, 1758)                                                                     | Viperidae     | Squamata   | LC              | Мешканець північних регіонів Казахстану, однак у східній частині країни проникає до 49° та 48° північної широти в районах Південного Алтаю. Полюбляє вологі місцини з густою рослинністю, наприклад, ліси, болота, луки, долини річок, у горах підіймається на висоту до 2500 метрів. |            | [ 107 ] [ 108 ]         |
| Гадюка степова каз. шығыс дала сұржыланы                           | Vipera renardi (Christoph, 1861)                                                                  | Viperidae     | Squamata   | VU              | За винятком південних пустельних регіонів, змія поширена на всій території Казахстану. Полюбляє теплі лісостепові, степові та напівпустельні місцини, береги річок, багаті на очерет та тамариск, солончаки, гірські луки, у випадку, якщо кліматичні умови та рослинність подібні на степові. |            | [ 110 ] [ 111 ]         |
| Болотна черепаха європейська каз. батпақ тасбақасы                 | Emys orbicularis (Linnaeus, 1758)                                                                 | Emydidae      | Testudines | NT              | Трапляється у північно-західній частині країни (Атирауська, Актюбинська та Західноказахстанська області), умовною межею на сході виступає Тургай. Полюбляє прісноводні або солонуваті тихі водойми без або з нешвидкою течією. |            | [ 112 ] [ 113 ]         |
| Черепаха степова каз. ортаазия тасбақасы                           | Testudo horsfeldii (Gray, 1844)                                                                   | Testudinidae  | Testudines | VU              | Трапляється у південній частині Казахстану на території від Каспійського моря до Алакольської улоговиниї. Натрапити на черепаху можна як у піщаній, так і в глинистій пустелі, на ділянках пророслих її їжею, а саме травою та чагарниковою рослинністю (полин, тамарикс, саксаул). |            | [ 114 ] [ 115 ]         |

### Сумнівні та потенційні плазуни
| Українська назва                                  | Біноміальна назва                         | Родина      | Ряд      | Статус ЄЧС/МСОП | Пояснення | Зображення | Виноски |
| Круглоголовка сітчаста                            | Phrynocephalus reticulatus Eichwald, 1831 | Agamidae    | Squamata | LC              | Хоча у Казахстані досі не були достовірно зафіксовані зустрічі з цією рептилією, одразу два підвиди круглоголовки проживаються неподалік кордонів Казахстану у важкодоступних маловивчених регіонах Туркменістану та Узбекистану, а тому можливість наявності якихось популяцій на самому кордоні країни не виключена повністю.                                  |            | [ 63 ]  |
| Круглоголовка строката каз. Шұбар батбат кесіртке | Phrynocephalus versicolor Strauch, 1876   | Agamidae    | Squamata | LC              | Входила до переліку аборигенних казахських рептилій аж до 90-х років XX століття, місцем проживання вважалась долина середньої течії Ілі, однак молекулярні дослідження на початку XXI століття вказали, що ці особини є представниками або Ph. guttatus, або Ph. alpherakii.                                                                                    |            | [ 63 ]  |
| Агама туркестанська                               | (Para)laudakia lehmanni (Nikolski, 1896)  | Agamidae    | Squamata | LC              | У 1956 році описана в гірському хребті Пісталітау, який тоді розташовувався на території Казахської РСР, однак сьогодні це складова сучасного Узбекистану. |            | [ 63 ]  |
| Ящурка Нікольського                               | Eremias nikolskii Bedriaga, 1905          | Lacertidae  | Squamata | LC              | Мешкає у гірських хребтах у Киргизстані неподалік кордону з Казахстаном. Про зустрічі в Казахстані невідомо. Опис цієї ящурки в Терскей Ала-Тоо на самому південному сході країни в 50-х роках минулого століття є помилковим, насправді дослідники хибно описали E. multiocellata.                                                                              |            | [ 63 ]  |
|                                                   | Heremites septemtaeniatus (Reuss, 1834)   | Scincidae   | Squamata | LC              | Попри деякі описи та вказівки на натрапляння на цю ящірку в Казахстані, її північна межа ареалу проходить у південно-західній частині Туркменістану, проживання в Казахстані малоймовірне. |            | [ 63 ]  |
| Сліпун червоподібний каз. Соқыржылан              | Xerotyphlops vermicularis (Merrem, 1820)  | Typhlopidae | Squamata | LC              | Нікольський 1916 року вказував на знахідку однієї особини в Мангишлаку, існує навіть збережений екземпляр в Зоологічному музеї Санкт-Петербурзького університету, однак присутність цієї змії в Казахстані сучасні дослідники вважають малоймовірною, адже її північна межа проживання проходить значно південніше в Узбекистані, Туркменістані та Таджикистані. |            | [ 63 ]  |
| Гюрза каз. Гюрза                                  | Macrovipera lebetina (Linnaeus, 1758)     | Viperidae   | Squamata | LC              | На змію натрапили в 50-х роках XX століття на схилах Пістелі-тау — гірському хребті, що належав колись Казахстану, а сьогодні розташований в Узбекистані. А втім, повністю виключити присутність змії на території країни дослідники не можуть, залишаючи їй статус «можливої» складової локальної герпетофауни.                                                 |            | [ 63 ]  |
| Ефа піщана каз. Эфа                               | Echis carinatus (Schneider, 1801)         | Viperidae   | Squamata | LC              | У 50-х роках XX століття на підвид цієї змії, ефу середньоазійську (E. carinatus multisquamatus), натрапили на півдні Кизилкуму на самому кордоні з Узбецькою РСР. Від того часу змія на території Казазстану не фіксували, однак, зважаючи на маловивченість цієї місцини, не можна виключити, що все ж ефа може тут мешкати.                                   |            | [ 63 ]  |